# Dicomano
Dicomano là một đô thị ở tỉnh Firenze trong vùng Toscana, tọa lạc khoảng 25 km về phía đông bắc của Florence. Tại thời điểm ngày 31 tháng 12 năm 2004, đô thị này có dân số 5.190 người và diện tích là 61,7 km².
Đô thị Dicomano có các frazioni (các đơn vị cấp dưới, chủ yếu là các làng) Celle, Corella, Frascole, và Contea.
Dicomano giáp các đô thị sau: Londa, Rufina, San Godenzo, Vicchio.